# Cesare Lombroso

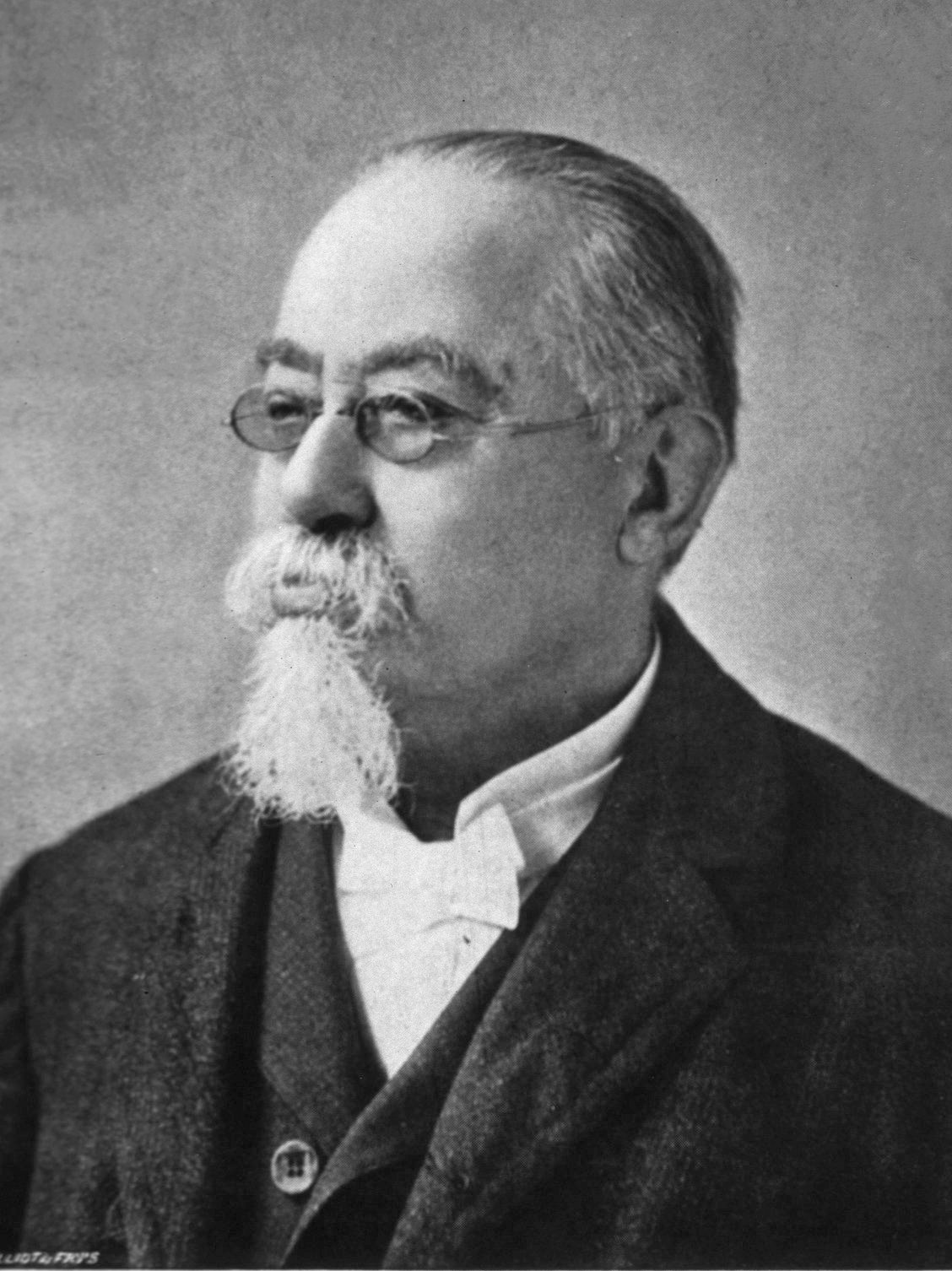
Cesare Lombroso.

Cesare Lombroso, född den 18 november 1835 i Verona, död den 19 oktober 1909 i Turin, var en italiensk läkare, kriminalantropologins skapare.
Lombroso utvecklade redan i unga år omfattande litterär verksamhet. Han var militärläkare under frihetskriget 1859 och utförde viktiga undersökningar över kretinismen i Lombardiet. Utnämnd till professor i psykiatri vid universitetet i Pavia 1862, verkställde han en undersökning av pellagrasjukdomarna, vilken ådrog honom häftigt misshag, på grund av hans påstående, att dessa sjukdomar vore att tillskriva den dåliga näring, som bestods de lombardiska jordbruksarbetarna. Han blev 1872 hospitalsläkare i Pesaro och erhöll 1876 professuren i rättsmedicin och 1890 i psykiatri vid Turins universitet.
Lombroso blev berömd genom sina skrifter i kriminalantropologi, i vilka han hävdade att brotten beror på biologiska egenskaper hos den kriminelle, kännetecknade främst genom kroppsliga egenheter hos denne och förvärvade genom direkt arv på degenerativ eller atavistisk grund. Även släktskapet mellan snille och sinnessjukdom ägnade han omfattande studier. 
Bland Lombrosos många skrifter kan nämnas Genio e follia (1864: tredje upplagan 1876), L'uomo di genio in rapporto alla psichiatria (1869; sjätte upplagan 1894), L'uomo delinquente in rapporto all'antropologia, alla giurisprudenza ed alle discipline carcerarie (tre band, 1876; femte upplagan 1896), Lombrosos huvudarbete, och Gli anarchici (1894), de flesta översatta till ett flertal främmande språk, särskilt till tyska.
Lombrosos kriminologiska teorier vann snart gehör och den svenska polisen kom att lämna utförliga beskrivningar av misstänkta brottslingars utseende och släktband. Hans teorier var även viktiga för den senare etablerade rasbiologin och socialbiologin strävan att genom genetik och föreställning om raser kunna förebygga kriminalitet. Lombroso, som själv var av judisk börd, var alltså delaktig i en process som i ett senare skede medverkade till Förintelsen. Troligen påverkades även Herman Lundborg av Lombroso.